# Микулаш IV Опавский
Микулаш IV Опавский (чеш. Mikuláš IV Opavský, пол. Mikołaj IV opawski, ок. 1400 — 1437) — князь Опавский (1433—1437).

## Биография
Микулаш был вторым по старшинству сыном опавского князя Пржемысла I от его первой жены Анны Луцкой. Принадлежал к побочной линии чешской королевской династии Пржемысловичей. Отец собирался передать княжество целиком старшему сыну, прервав практику раздробления владений между наследниками, поэтому после его смерти в 1433 году Микулаш стал соправителем княжества (однако, лишь формальным — на деле княжеством полностью распоряжался его старший брат Вацлав II). Он также получил во владение город Злате-Гори.
Когда около 1435 года сыновья Пржемысла I, вопреки его завещанию, решили разделить княжество, положение Микулаша не изменилось. За ним остался город Злате-Гори и формальный титул князя Опавского. Доли в княжестве, разделенном между Вацлавом II и младшими братьями Вильгельмом и Эрнестом, ему не досталось. 
Микулаш IV умер в 1437 году. По неизвестной причине он не был женат и не оставил потомства.